# Lea Hall
Lea Hall var en civil parish 1866–2009 när det uppgick i Tissington & Lea Hall, i distriktet Derbyshire Dales, i grevskapet Derbyshire, i England. Civil parish hade 11 invånare år 2001.